# Îndrăgostiți sub clar de lună
Îndrăgostiți sub clar de lună (Les Bijoutiers du clair de lune) este un film polițist franco-italian din 1958 regizat de Roger Vadim. Vadim dobândise deja o faimă internațională cu îndrăznețul său film de debut Și Dumnezeu a creat femeia (1956). Ca și predecesorul său, Îndrăgostiți sub clar de lună a explorat senzualitatea exuberantă a lui Brigitte Bardot, care era soția lui Vadim la acea vreme.

## Rezumat
Acțiunea are loc în Spania rurală, Ursula (Brigitte Bardot) este o tânără care tocmai a părăsit o mănăstire și s-a mutat la mătușa ei, Florentine, și la soțul violent al acesteia, contele Ribera (José Nieto). Ribera vrea să îl vadă mort pe Lambert (Stephen Boyd), un tânăr din sat. Ursula se îndrăgostește rapid de Lambert. Într-o confruntare între cei doi, Lambert îl ucide pe Ribera în legitimă apărare.
Motivul conflictului devine curând clar pentru Ursula: el avea o aventură cu mătușa ei. Cu toate acestea, atunci când Florentine (Alida Valli) descoperă că iubitul ei nu are nicio intenție de a-și lua vreun angajament față de ea, refuză să confirme poliției alibiul lui Lambert și îl forțează pe acesta să devină fugar. Ursula, întotdeauna impulsivă, fuge cu el și împreună caută o modalitate de a-l scoate în siguranță din țară. În timp ce evită poliția, îndrăgostiții se refugiază în defileul cunoscut sub numele de El Chorro.
Lambert o contactează pe Florentine, care acceptă să îi ajute să își ducă la bun sfârșit evadarea. Dar la întâlnirea din oraș, poliția observă mașina lui Florentine și devine suspicioasă. Un polițist îl zărește pe Lambert pe o stradă din oraș. Împotriva protestelor lui Lambert, Ursula aleargă pe stradă spre el. După ce a tras focuri de avertisment, polițistul trage mai multe focuri de armă în susul străzii, rănind-o mortal pe Ursula în spate, în timp ce aceasta se afla în fața lui Lambert, care nu este rănit. Acesta o ține în brațe în dreptul unei uși și, în timp ce ea moare, cei doi își declară dragostea unul față de celălalt, chiar înainte ca ea să cadă moartă pe jos.

## Distribuție
- Brigitte Bardot - Ursula
- Alida Valli - Florentine
- Stephen Boyd - Lambert
- José Nieto - contele Miguel de Ribera
- Fernando Rey - Tío
- Maruchi Fresno - Conchita
- Adriano Domínguez - Fernando
- José Marco Davó - șeful poliției